# Layah
 (juillet 2024).
Si vous disposez d'ouvrages ou d'articles de référence ou si vous connaissez des sites web de qualité traitant du thème abordé ici, merci de compléter l'article en donnant les références utiles à sa vérifiabilité et en les liant à la section « Notes et références ».
 (juillet 2024).
- Si vous ne connaissez pas le sujet, laissez ce bandeau (vous pouvez alors contacter les auteurs).
- Si vous supprimez le contenu mis en cause (vous pouvez préalablement contacter les auteurs),

argumentez précisément cette suppression dans la page de discussion
(un manque de référence n'est pas un argument ; une recherche réelle de référence doit avoir été effectuée, être formellement documentée).
Layah de son vrai nom Yana Igorivna Shvets (ukr. Яна Ігорівна Швець), également connue sous le nom d'Eva Bushmina (Ева Бушмина, en ukrainien), est née le 2 avril 1989 à Sverdlovsk en Ukraine. Depuis le 22 mars 2010, elle est membre du groupe VIA Gra.

## Fabrika Zirok 3
Le projet Fabrika Zirok est la version ukrainienne de l'émission russe Fabrika Zvezd (Star Academy en France). Lors du casting qui a eu lieu en octobre 2009, Eva Bushmina est devenue membre de la Fabrika Zirok 3. Au cours des trois derniers mois, elle a chanté avec les stars de la musique pop ukrainienne et russe, ainsi que des chansons produites par Konstantin Meladze pour elle. Dans la nuit du Nouvel An, Eva Bushmina a obtenu la cinquième place laissant la première place à Stas Shurins.

## Fabrika.Superfinal et VIA Gra
Le 7 février 2010, Eva Bushmina participe à l'émission Fabrika.Superfinal. Le projet permet aux meilleurs participants des saisons 1, 2 et 3 de retenter leur chance et de devenir la Super Star du projet Fabrika Zirok. Le 21 mars 2010, Eva Bushmina a annoncé l'abandon du projet et son intégration dans le groupe VIA Gra pour le remplacement de Tatiana Kotova.

## Singles / Clips

### VIA Gra
- 2010 : Poshyol von
- 2011 : Dien Biez Tebya